# Parablastothrix magnioculus
Parablastothrix magnioculus är en stekelart som först beskrevs av Girault 1923.  Parablastothrix magnioculus ingår i släktet Parablastothrix och familjen sköldlussteklar. Inga underarter finns listade i Catalogue of Life.